# Elche Club de Fútbol 2020-2021
Questa voce raccoglie le informazioni riguardanti l'Elche Club de Fútbol nelle competizioni ufficiali della stagione 2020-2021.

## Maglie e sponsor
| Casa | Trasferta |

Sponsor ufficiale: TM O
Fornitore tecnico: Hummel

## Organico

### Rosa
| N. |                         | Ruolo | Calciatore       |
| -- | ----------------------- | ----- | ---------------- |
| 1  | Argentina (bandiera)    | P     | Paulo Gazzaniga  |
| 2  | Spagna (bandiera)       | D     | Diego González   |
| 4  | Argentina (bandiera)    | C     | Iván Marcone     |
| 5  | Spagna (bandiera)       | D     | Gonzalo Verdú    |
| 6  | RD del Congo (bandiera) | C     | Omenuke Mfulu    |
| 7  | Spagna (bandiera)       | A     | Nino (capitano)  |
| 8  | Spagna (bandiera)       | C     | Víctor Rodríguez |
| 9  | Argentina (bandiera)    | A     | Lucas Boyé       |
| 10 | Spagna (bandiera)       | A     | Pere Milla       |
| 11 | Spagna (bandiera)       | A     | Tete Morente     |
| 12 | Spagna (bandiera)       | D     | Dani Calvo       |
| 13 | Spagna (bandiera)       | P     | Edgar Badia      |
| 14 | Spagna (bandiera)       | C     | Raúl Guti        |
| 15 | Spagna (bandiera)       | C     | Luismi           |
| 16 | Spagna (bandiera)       | C     | Fidel            |

| N. |                      | Ruolo | Calciatore          |
| -- | -------------------- | ----- | ------------------- |
| 17 | Spagna (bandiera)    | C     | Josan               |
| 18 | Colombia (bandiera)  | D     | Helibelton Palacios |
| 19 | Spagna (bandiera)    | D     | Antonio Barragán    |
| 20 | Argentina (bandiera) | C     | Pablo Piatti        |
| 21 | Argentina (bandiera) | A     | Guido Carrillo      |
| 22 | Argentina (bandiera) | A     | Emiliano Rigoni     |
| 23 | Spagna (bandiera)    | D     | Miguel Cifuentes    |
| 24 | Spagna (bandiera)    | D     | Josema              |
| 25 | Colombia (bandiera)  | D     | Johan Mojica        |
| 26 | Spagna (bandiera)    | C     | John Nwankwo        |
| 28 | Spagna (bandiera)    | P     | Luis Castillo       |
| 32 | Spagna (bandiera)    | D     | Gerard Barri        |
| 33 | Spagna (bandiera)    | D     | José Salinas        |
| 37 | Spagna (bandiera)    | C     | Jony Álamo          |
| 40 | Spagna (bandiera)    | A     | Diego Bri           |